# Piz Cazarauls
Le piz Cazarauls est un sommet des Alpes, en Suisse. Situé dans les Alpes glaronaises à une altitude de 3 061 mètres d'altitude, il s'agit du tripoint entre les cantons de Glaris, des Grisons et d'Uri.